# Belgiska Arbetarepartiet
Belgiska Arbetarepartiet (fr: Parti Ouvrier Belge, POB; ned: de Belgische Werkliedenpartij, BWP) var ett politiskt parti i Belgien.

## Historik
Det Belgiska Arbetarepartiet bildades i april 1885 genom samgående mellan Belgiens Socialistiska Parti, det Vallonska Socialistpartiet och sju andra grupper.
Detta samgående ägde rum på caféet De Zwaan på Grote Mark i Bryssel, på samma plats som Första Internationalen hade bildats och där Karl Marx hade skrivit det Kommunistiska manifestet.
Vid detta möte var 112 arbetare närvarande, däribland Edward Anseele, Jean Volders och Cesar De Paepe. Den sistnämnde tillhörde dem som förespråkade ett mer revisionistiskt program och att ordet socialist inte skulle återfinnas i partinamnet.
Den viktigaste stridsfrågan för det nya partiet kom att bli allmän och lika rösträtt för alla män.
1894 antogs ett partiprogram för BWP kallat Quaregnon-chartern. Chartern var ett ideologiskt hopkok av socialliberalism, marxism och proudhonism.
Partiet upplöstes under den tyska ockupationen under andra världskriget och kom efter kriget 1944 att efterträdas av Belgiska socialistpartiet.